# 花山多佳子
花山 多佳子（はなやま たかこ、1948年3月5日 - ）は、日本の歌人。
東京都武蔵野市出身、千葉県在住。同志社大学文学部在学中に京都大学短歌会および「塔」に入会し、高安国世に学ぶ。現在、選者。河北新報「河北歌壇」、NHK短歌（2011年-2012年度）選者。

## 略歴
- 1948年 東京都に生まれる
- 1968年 「塔」入会
- 1970年 同志社大学文学部卒業
- 1978年 第一歌集『樹の下の椅子』刊行
- 1994年 歌集『草舟』で第2回ながらみ現代短歌賞受賞
- 1999年 歌集『空合』で第9回河野愛子賞受賞
- 2007年 歌集『木香薔薇』で第18回斎藤茂吉短歌文学賞受賞
- 2011年 連作「雪平鍋」30首で第47回短歌研究賞受賞
- 2012年 歌集『胡瓜草』で第4回小野市詩歌文学賞受賞
- 2020年 歌集『鳥影』で第35回詩歌文学館賞受賞
- 2025年 歌集『三本のやまぼふし』で第59回迢空賞受賞[1]

## 家系
- 祖父：玉城肇（経済学者、愛知大学学長）
- 父：玉城徹（歌人）
- 叔父：玉城哲（農業経済学者、専修大学教授）
- 叔父：玉城素（現代コリア研究所理事長）
- 娘：花山周子（歌人）

## 著書
- 歌集『樹の下の椅子』 橘書房[注釈 1]、1978年
- 歌集『楕円の実』 ながらみ書房、1985年
- 歌集『砂鉄の光』 沖積舎、1989年
- 歌集『おいらん草』（選集） 沖積舎〈現代短歌セレクション〉、1991年
- 歌集『草舟』 花神社、1993年
- 歌集『空合』 ながらみ書房、1998年
- 『花山多佳子歌集』砂子屋書房〈現代短歌文庫〉、2000年
- 歌集『春疾風』 砂子屋書房、2002年
- 歌集『木香薔薇』 砂子屋書房、2006年
- 『続 花山多佳子歌集』砂子屋書房〈現代短歌文庫〉、2007年
- 歌集『胡瓜草』　砂子屋書房、2011年
- 歌集『木立ダリア』　本阿弥書店、2012年
- 『森岡貞香の秀歌』 砂子屋書房、2015年
- 歌集『晴れ・風あり』 短歌研究社、2016年
- 『続続 花山多佳子歌集』砂子屋書房〈現代短歌文庫〉、2017年
- 歌集『鳥影』 角川文化振興財団、2019年
- 歌集『三本のやまぼふし』砂子屋書房、2024年